# Westelijke kraj
De Westelijke kraj (Russisch: Западный край) was een kraj tijdens de late periode van het Russische Rijk. De kraj bestond uit negen goebernija's (gouvernementen): zes Wit-Russische en Litouwse die samen de Noordwestelijke kraj vormden en drie Oekraïense die de Zuidwestelijke kraj vormden. Deze goebernija's waren Vilne (Vilnious), Kovno (Kaunas), Hrodno, Minsk, Mogilev, Vitebsk, Podolsk, Volyn en Kiev.
De kraj werd geannexeerd door het Russische Rijk tijdens de Poolse delingen aan het einde van de 18e eeuw.
Vanwege haar afwijkende nationale karakter had de kraj een aantal specifieke wetten en overheidsvormen.